# Universidade Técnica da Renânia do Norte-Vestfália em Aachen
A Universidade Técnica da Renânia do Norte-Vestfália/Vestefália em Aachen (em alemão:  Rheinisch-Westfälische Technische Hochschule Aachen; RWTH Aachen) é a maior universidade tecnológica da Alemanha, com mais de 40 mil estudantes. Está sediada na cidade de Aachen, estado da Renânia do Norte-Vestfália.
Importantes personalidades estudaram ou trabalharam nesta universidade, dentre as quais destacam-se cinco vencedores do Prêmio Nobel (física: Philipp Lenard, Wilhelm Wien e Johannes Stark e química: Peter Debye e Karl Waldemar Ziegler) e pesquisadores das áreas de ciências naturais e engenharia.